# Całka Henstocka-Kurzweila
W analizie matematycznej całką Henstocka-Kurzweila lub uogólnioną całką Riemanna, całką cechowania – znaną również jako (wąska) całka Denjoy (wym. [dɑ̃ˈʒwa], nie mylić z bardziej ogólną całką Denjoy), całka Łuzina lub całka Perrona – nazywamy uogólnienie całki Riemanna, a w niektórych przypadkach także całkę ogólniejszą niż całka Lebesgue’a. W szczególności funkcja jest całkowalna w sensie Lebesgue’a wtedy i tylko wtedy, gdy ta funkcja oraz jej wartość bezwzględna są całkowalne w sensie Henstocka-Kurzweila.
Całkę tę po raz pierwszy zdefiniował Arnaud Denjoy (1912). Denjoy był zainteresowany całką, która pozwoliłaby na całkowanie takich funkcji, jak
{\displaystyle f(x)={\frac {1}{x}}\sin \left({\frac {1}{x^{3}}}\right).}
Ta funkcja ma osobliwość w zerze i nie jest całkowalna w sensie Lebesgue’a. Naturalnym pomysłem wydaje się jednak obliczenie tej całki na zbiorze {\displaystyle (-\infty ,-\varepsilon )\cup (\delta ,\infty )} dla pewnych {\displaystyle \delta ,\varepsilon >0,} a następnie dokonanie przejścia granicznego {\displaystyle \delta ,\varepsilon \to 0.}
Próbując stworzyć ogólną teorię, Denjoy użył indukcji pozaskończonej nad możliwymi typami osobliwości, co mocno skomplikowało definicję. Inne definicje podał Nikołaj Łuzin (przy użyciu pojęcia ciągłości bezwzględnej) oraz Oskar Perron. Po pewnym czasie zrozumiano, że całki Perrona i Denjoya są w istocie identyczne.
Później, w 1957 roku, czeski matematyk Jaroslav Kurzweil stworzył nową definicję tej całki, elegancko naśladującą pierwotną definicję Riemanna, którą nazwał całką cechowania. Teoria tej całki została opracowana przez Ralpha Henstocka, z tego powodu jest ona obecnie powszechnie znana jako całka Henstocka-Kurzweila. Prostota definicji Kurzweila sprawiła, że niektórzy pedagodzy opowiadają się za tym, aby ta całka zastąpiła całkę Riemanna we wprowadzających kursach z rachunku różniczkowego.

## Definicja
Niech {\displaystyle P} oznacza podział przedziału {\displaystyle [a,b],} to znaczy zbiór punktów {\displaystyle u_{0},u_{1},\dots ,u_{n}} takich, że
{\displaystyle a=u_{0}<u_{1}<\ldots <u_{n}=b}
razem z punktowaniami {\displaystyle t_{1},\dots ,t_{n}} spełniającymi warunek
{\displaystyle t_{i}\in [u_{i-1},u_{i}].}
Wówczas definiujemy sumę riemannowską funkcji
{\displaystyle f\colon [a,b]\to \mathbb {R} }
jako
{\displaystyle \sum _{P}f=\sum _{i=1}^{n}f(t_{i})(u_{i}-u_{i-1}).}
Niech {\displaystyle \delta } będzie funkcją dodatnią
{\displaystyle \delta \colon [a,b]\to (0,\infty ),}
którą nazywamy cechowaniem. Mówimy, że podział {\displaystyle P} jest {\displaystyle \delta }-drobny, jeśli
{\displaystyle \forall _{i}\ \ [u_{i-1},u_{i}]\subset [t_{i}-\delta (t_{i}),t_{i}+\delta (t_{i})].}
Liczbę {\displaystyle I} nazwiemy całką Henstocka-Kurzweila funkcji {\displaystyle f}, jeśli dla każdego {\displaystyle \varepsilon >0} istnieje cechowanie {\displaystyle \delta } takie, że jeśli {\displaystyle P} jest {\displaystyle \delta }-drobny, to
{\displaystyle {\Big \vert }\sum _{P}f-I{\Big \vert }<\varepsilon .}
Jeśli takie {\displaystyle I} istnieje, to mówimy, że {\displaystyle f} jest całkowalna w sensie Henstocka-Kurzweila na przedziale {\displaystyle [a,b]}.
Twierdzenie Cousina stwierdza, że dla każdego cechowania {\displaystyle \delta ,} taki {\displaystyle \delta }-drobny podział {\displaystyle P} przedziału {\displaystyle [a,b]} istnieje, więc warunek jest spełniony.
Od razu można zauważyć, że całka Riemanna jest szczególnym przypadkiem całki Henstocka-Kurzweila, bo jest to przypadek, kiedy dopuszczamy tylko stałe funkcje {\displaystyle \delta } .

## Własności
- Niech {\displaystyle f\colon [a,b]\to \mathbb {R} .} Dla ustalonych {\displaystyle a<c<b} funkcja {\displaystyle f} jest całkowalna w sensie Henstocka-Kurzweila przedziale {\displaystyle [a,b]} wtedy i tylko wtedy, gdy jest całkowalna w sensie Henstocka-Kurzweila na obu przedziałach {\displaystyle [a,c]} i {\displaystyle [c,b],} wówczas też[4]

{\displaystyle \int _{a}^{b}f(x)\,dx=\int _{a}^{c}f(x)\,dx+\int _{c}^{b}f(x)\,dx.}
- Całki Henstocka-Kurzweila są liniowe. Dla dowolnych funkcji {\displaystyle f,g\colon [a,b]\to \mathbb {R} } i liczb rzeczywistych {\displaystyle \alpha ,\beta } wyrażenie {\displaystyle \alpha f+\beta g} jest całkowalne i zachodzi równość[4]

{\displaystyle \int _{a}^{b}\alpha f(x)+\beta g(x)\,dx=\alpha \int _{a}^{b}f(x)\,dx+\beta \int _{a}^{b}g(x)\,dx.}
- Jeśli {\displaystyle f} jest całkowalna w sensie Riemanna lub Lebesgue’a, to jest ona również całkowalna w sensie Henstocka-Kurzweila, a wartość każdej z całek jest taka sama. Twierdzenie Hake’a stwierdza, że

{\displaystyle \int _{a}^{b}f(x)\,dx=\lim _{c\to b^{-}}\int _{a}^{c}f(x)\,dx,}
o ile tylko obydwie strony równości istnieją. Analogiczny wzór zachodzi dla granicy prawostronnej w lewym końcu przedziału. Oznacza to, że jeśli {\displaystyle f} całkowalna jako całka niewłaściwa w sensie Henstocka-Kurzweila, to jest też całkowalna w sensie Henstocka-Kurzweila jako całka właściwa. W szczególności niewłaściwe całki Riemanna lub Lebesgue’a postaci
{\displaystyle \int _{0}^{1}{\frac {\sin(1/x)}{x}}\,dx}
są również właściwymi całkami Henstocka-Kurzweila. Badanie niewłaściwej całki Henstocka-Kurzweila o skończonych granicach nie miałoby sensu. Wartościowe jest jednak jest rozważenie niewłaściwych całek Henstocka-Kurzweila na przedziałach nieograniczonych, takich jak 
{\displaystyle \int _{a}^{\infty }f(x)\,dx:=\lim _{b\to \infty }\int _{a}^{b}f(x)\,dx.}
- Dla wielu rodzin funkcji całka Henstocka-Kurzweila nie jest bardziej ogólna niż całka Lebesgue’a. W szczególności, jeżeli {\displaystyle f} jest funkcją ograniczoną o nośniku zwartym, to następujące stwierdzenia są równoważne:

1. {\displaystyle f} jest całkowalna w sensie Henstocka-Kurzweila,
2. {\displaystyle f} jest całkowalna w sensie Lebesgue’a,
3. {\displaystyle f} jest mierzalna względem miary Lebesgue’a[4] .

- Ogólnie rzecz biorąc, każda funkcja całkowalna w sensie Henstocka-Kurzweila jest mierzalna, a {\displaystyle f} jest całkowalna w sensie Lebesgue’a wtedy i tylko wtedy, gdy zarówno {\displaystyle f,} jak i {\displaystyle |f|} są całkowalne w sensie Henstocka-Kurzweila. Oznacza to, że całkę Henstocka-Kurzweila można traktować jako nie będącą zbieżną bezwzględnie wersję całki Lebesgue’a. Oznacza to również, że całka Henstocka-Kurzweila spełnia odpowiednie wersje twierdzenia Lebesgue’a o zbieżności monotonicznej (bez wymogu nieujemności funkcji) i twierdzenia Lebesgue’a o zbieżności ograniczonej (gdzie warunek ograniczoności jest osłabiony do {\displaystyle g(x)\leqslant f_{n}(x)\leqslant h(x)} dla pewnych funkcji całkowalnych {\displaystyle g,h})[4] .

- Jeśli {\displaystyle F} jest funkcją wszędzie różniczkowalną (poza być może przeliczalnie wieloma punktami), to pochodna {\displaystyle F'} jest całkowalna w sensie Henstocka-Kurzweila, a jej całka nieoznaczona Henstocka-Kurzweila to {\displaystyle F.} Jest to mocne twierdzenie, gdyż {\displaystyle F'} nie musi być całkowalna w sensie Lebesgue’a. Innymi słowy, otrzymujemy prostszą i bardziej satysfakcjonującą wersję podstawowego twierdzenia rachunku całkowego: każda funkcja różniczkowalna jest, z dokładnością do stałej, całką swojej pochodnej:

{\displaystyle F(x)-F(a)=\int _{a}^{x}F'(t)\,dt.}
Odwrotnie, twierdzenie Lebesgue’a o różniczkowaniu obowiązuje także dla całki Henstocka-Kurzweila: jeśli {\displaystyle f} jest całkowalna w sensie Henstocka-Kurzweila na {\displaystyle [a,b]} oraz
{\displaystyle F(x)=\int _{a}^{x}f(t)\,dt,}
wtedy równość {\displaystyle F'(x)=f(x)} zachodzi prawie wszędzie na {\displaystyle [a,b]} (w szczególności {\displaystyle F} jest różniczkowalna prawie wszędzie) .

## Całka McShane’a
Całkę Lebesgue’a na prostej można również zmodyfikować w podobny sposób.
Jeśli weźmiemy powyższą definicję całki Henstocka-Kurzweila i pominiemy warunek
{\displaystyle t_{i}\in [u_{i-1},u_{i}],}
to otrzymamy definicję całki McShane’a, która jest odpowiednikiem całki Lebesgue’a. Warto zwrócić uwagę na to, że warunek
{\displaystyle \forall _{i}\ \ [u_{i-1},u_{i}]\subset [t_{i}-\delta (t_{i}),t_{i}+\delta (t_{i})]}
nadal zachodzi, jedynie dodatkowo żądamy, aby {\displaystyle t_{i}\in [a,b],} żeby {\displaystyle f(t_{i})} było dobrze określone.